# Centrum SDEWES
Centrum SDEWES (ang. International Centre for Sustainable Development of Energy, Water and Environment Systems, dosł. Centrum Zrównoważonego Rozwoju Systemów Energetycznych, Wodnych i Środowskowych) – pozarządowa organizacja naukowa z siedzibą w Uniwersytecie w Zagrzebiu.
Centrum organizuje kursy, letnie szkoły, wykłady otwarte, seminaria i warsztaty mające na celu promocję zrównoważonego rozwoju systemów energetycznych, wodnych i środowiskowych oraz służy jako organ opiniodawczy w zakresie zrównoważonego rozwoju i wskaźników jego oceny. Ponadto Centrum organizuje cykliczne międzynarodowe konferencje naukowe (SDEWES Conference) stanowiące forum prezentacji najnowszych osiągnięć oraz dyskusji merytorycznych dotyczących zrównoważonego rozwoju systemów energetycznych, wodnych i środowiskowych. Konferencje te obejmują zarówno aspekty technologiczne jak też ekonomiczne i społeczne. Poprzez tę aktywność, Centrum SDEWES stara się stworzyć uniwersalną platformę do działań badawczych, rozwojowych i konsultacyjnych dotyczących tematyki zrównoważonego rozwoju.
Zgodnie ze statutem Centrum SDEWES, każda osoba może ubiegać się o członkostwo na tych samych warunkach.

## Historia
Centrum SDEWES powstało w 2002 roku, pierwotnie jako projekt współfinansowany z programu CORDIS w ramach programu ramowego UE FP5 – INCO 2; powstanie Centrum powiązane było z pierwszą edycją konferencji tematycznej The 1st Dubrovnik Conference on Sustainable Development of Energy, Water and Environment Systems. Partnerami w projekcie były Uniwersytet w Zagrzebiu oraz Instituto Superior Técnico (Lizbona). W ślad za organizacją trzech kolejnych edycji konferencji w latach 2003, 2005 oraz 2007, Centrum SDEWES zostało zarejestrowane w roku 2009 jako niezależny podmiot prawny. Od tego czasu, już w ramach Centrum, zorganizowano jeszcze siedem edycji konferencji w latach 2009, 2011, 2012, 2013, 2014 oraz 2015.

## Konferencje
Do roku 2011 konferencje SDEWES były organizowane w Dubrowniku (Chorwacja) w cyklu dwuletnim. Począwszy od roku 2012 konferencja jest wydarzeniem corocznym z określoną zasadą co do jej miejsca. Co dwa lata konferencja odbywa się w Dubrowniku, natomiast w pozostałych latach organizowana jest w innym miejscu.
Konferencja SDEWES 2012 została zorganizowana w Ochrydzie (Macedonia), a w roku 2014 odbyła się na statku płynącym na trasie z Wenecji do Stambułu. W 2014 roku w Ochrydzie odbyła się pierwsza regionalna konferencja SEE SDEWES (ang. South East European SDEWES), w której szczególną uwagę poświęcono regionowi Europy Południowo-Wschodniej. W roku 2015 odbyła się X konferencja SDEWES w Dubrowniku, w której wzięło udział 510 naukowców z ponad 60 krajów.
Na rok 2016 planowana jest druga edycja konferencji regionalnej SEE SDEWES, która ma odbyć się w Piranie (Słowenia).
Wiele z referatów prezentowanych na konferencjach jest następnie publikowanych w czasopismach naukowych, między innymi w wydawanym przez SDEWES czasopiśmie Journal of SDEWES.

## Badania
Centrum SDEWES tworzy, spośród swoich członków, zespoły biorące udział w projektach badawczych. W roku 2015, Centrum zaangażowane było w dwa projekty FP7, jeden projekt HORIZON 2020 oraz jeden projekt w ramach funduszu START Europejskiej Strategii dla Regionu Dunaju (European Strategy for Danube Region).

## Indeks SDEWES
Zgodnie z celem działania, w Centrum SDEWES opracowano wskaźnik określający poziom miast w aspekcie zrównoważonego rozwoju systemów energetycznych, wodnych i środowiskowych. Na łączny indeks SDEWES składa się 7 zmiennych wymiarowych, 35 wskaźników głównych i prawie 20 wskaźników dodatkowych. Obecnie wyznaczono go dla 58 miast.